# Anton Schneider (Politiker)
Anton Rudolph Schneider (* 12. August 1841 in Karlsbad; † 12. März 1900 in Kaaden) war ein österreichischer Lehrer und Politiker (Deutsche Fortschrittspartei). Er war Mitglied der tschechischen Landversammlung.

## Leben und Wirken
Er war der Sohn des Unterinspektors Anton Schneider aus Karlsbad und dessen Ehefrau Elisabetha geborene Peduzzi. Sein gleichnamiger Großvater war Gastwirt in Oberndorf. Nach dem Besuch der Volksschule in Karlsbad schlug er eine Ausbildung zum Zoologen, Nationalökonomen und Gymnasiallehrer ein. Er wurde später Direktor der Landwirtschaftlichen Mittelschule in Kaaden und war Mitglied des Landeslandwirtschaftsrates.
In den 1870er Jahren engagierte er sich auch in der Landespolitik. Bei den Landtagswahlen 1878 wurde er in die tschechische Kreisversammlung gewählt, wo er die Kurie der Landgemeinden der Kreise Žatec, Chomutov, Postoloprty, Bastianperk und Podbořany vertrat. Bei den Landtagswahlen 1883 verteidigte er hier sein Mandat, doch trat er bereits 1884 als Abgeordneter zurück und wurde auf dem Reichstag durch Franz Tattermusch ersetzt. Grund für seinen Rücktritt war das Misstrauen des parlamentarischen Deutschen Klubs wegen seines angeblichen Abfalls von der Deutschen Fortschrittspartei, der sogenannten Verfassungspartei, und sein Umgang mit Feudalherren. Damals beteiligte er sich an der Gründung einer neuen politischen Partei, der sogenannten Österreichisch-Deutschen Wirtschaftspartei (Wirtschaftspartei). Im August 1885 gab er öffentlich seinen Austritt aus dieser Partei bekannt.
Schneider starb im März 1900 im Alter von 59 Jahren. Die Todesursache war Zerebralparese.

## Ehrungen
Im Oktober 1892 verlieh ihm der Kaiser von Österreich den Franz-Joseph-Orden (Ritterkreuz).